# Albert Browne-Bartroli
Albert Browne-Bartroli (1915-1967) fut, pendant la Seconde Guerre mondiale, un agent secret britannique du Special Operations Executive. Il fut envoyé en France comme chef du réseau DITCHER, en Saône-et-Loire.

## Identités
- État civil : Albert James Browne-Bartroli
- Comme agent du SOE, section F :
  - Nom de guerre (field name) : «Tiburce»
  - Nom de code opérationnel : DITCHER (en français TERRASSIER)
  - Papiers d’identité :

Parcours militaire :
- Royal Air Force.
- SOE, section F ; grade : flight lieutenant ;

## Famille
- Son père : Eugene H. L. Browne, Britannique.
- Sa mère : Mrs Browne, née Elisa Francesca Bartroli, Espagnole.
- Ses frère et sœur (2) : Henry (1913-1937) ; Eliane (1917-1944), qui fut également agent du SOE section F (probablement recrutée sur la recommandation d'Albert[1], elle fut envoyée en France mi-43 comme courrier du réseau Bernard-MONK de Charles Skepper, à Marseille.
- Sa femme. Madeleine Ries
- Ses enfants : Margaret, née le 26 août 1949 résidant à Barcelone ; Patrick, né le 22 février 1952, résidant à Marseille.

## Éléments biographiques
Albert Browne-Bartroli naît le 29 août 1915 à Marseille.

### 1943
Dans la nuit du 20 au 21 octobre 1943, un Hudson dépose Albert Browne-Bartroli près d’Angers. Sa mission consiste à superviser et entraîner les maquis en Saône-et-Loire, de façon à attaquer le trafic routier et ferroviaire des Allemands à partir du D-day, depuis Chalon-sur-Saône, Mâcon, Paray-le-Monial, ainsi qu'Ambérieu dans l'Ain. Il se rend immédiatement à Lyon pour rencontrer son opérateur radio, capt. Henry Borosh « Marius ». Ce dernier lui apprend que, contrairement aux rapports de Georges Duboudin, il n'existe aucun contact à Ambérieu ou Paray-le-Monial. Les seuls maquis existants sont : deux — chacun de 50 membres — à Saint-Gengoux-le-National, sous le commandement de Jean-Louis Delorme ; et un autre, de 100 membres, près de Cherny, sous le commandement de Jean Renard, Georges Malère et André Argnet. Ces quatre hommes ont été recrutés par Joseph Marchand « Ange ».
Browne-Bartroli est rejoint par un jeune Anglais, lieutenant George Hicks « Thomas », évadé d'un camp de prisonniers de guerre, qui devient finalement un lieutenant de Browne-Bartroli. Le premier travail de Browne-Bartroli consiste à équiper les maquis existants pour l'hiver et à les entraîner à la manipulation des armes et explosifs. Jean Renaud devient le second de Browne-Bartroli. Une autre recrue locale, Jean Tabourin, organise un service de sécurité et de renseignements pour le maquis, qui se révélera très efficace.
Browne-Bartroli développe son organisation à Charolles et au sud de Mâcon. Il reçoit trois parachutages d'armes et d'explosifs à Juliénas. À cette époque, l'Armée secrète est active dans la région, alors que les FTP sont peu nombreux et inactifs.
En décembre 1943, Henry Borosh quitte la région de Lyon et les communications radio sont confiées à un opérateur entraîné localement, « Ibis ». Ce changement est malheureux car, en dépit de sa bonne volonté, Ibis ne parvint pas à s'adapter au volume des échanges. La situation sera rétablie en mai 1944 avec l'arrivée de l'officier américain Joseph Litalien « Jacquot ».

### 1944
- Février. Dans la nuit du 3 au 4 février 1944, Henry Borosh rentre à Londres. Les Allemands commencent à effectuer de grands raids en Saône-et-Loire. Rien qu'à Cluny, ils arrêtent 110 personnes. Ayant été prévenu, Browne-Bartroli ne perd qu'un homme, George Malère, mais les femmes de Jean Renard et d'André Argnet furent arrêtées en lieu et place de leurs maris. Malère sera déporté en Allemagne.
- Mars. Jean Régnier « Porthos » est parachuté le 3. Il est chef du réseau MASON dans la région de Chalon-sur-Saône. Londres se rend compte qu'après le D-day, Browne-Bartroli aura besoin de davantage d'assistants, car il ne serait pas en mesure de superviser lui-même les régions de Saône-et-Loire et d'Ambérieu.
- Avril. Arrivée de Jean-Paul Archambault « Chico », qui aura George Hicks comme assistant. Ils forment trois groupes : à Bourg, à Pont-d'Ain et à Saint-Rambert-en-Bugey.
- Mai. Le 23, arrivée de Guy d'Artois « Dieudonné » et de l'opérateur radio Joseph Litalien « Jacquot ». Guy d'Artois vient prendre en charge et instruire 600 hommes près de Chalon-sur-Saône, jusqu'alors sous le commandement de Jean-Louis Delorme qui a été blessé. Peu après son arrivée, il prend en charge l'entraînement de trois bataillons : à Charolles, 890 hommes sous le commandement de Depré ; à Montceau-les-Mines, 950 hommes sous le commandement de Benoît ; à Chauffailles, 550 hommes sous le commandement de Thomas. Guy d'Artois prépare la réception d'équipes Jedburgh.
- Juin. Le 6, ayant reçu le message de Londres leur ordonnant l'attaque des voies de communication et le démarrage de la guérilla, ils sont en mesure d'armer 200 hommes en Saône-et-Loire. Ces hommes, répartis en petits groupes, démarrent leurs attaques depuis leurs bases principales de Cluny, Charolles et Saint-Gengoux. Les Allemands sont alors à Mâcon, Chalon-sur-Saône, Paray-le-Monial, Montceau-les-Mines et Le Creusot, mais ne possèdent pas de garnisons à l'intérieur du triangle formé par ces villes. Durant le premier mois post D-day, ils envoient d'importantes colonnes pour maintenir ouvertes leurs voies de communication. Cependant, rapidement les attaques se révèles fructueuses, Jean-Louis Delorme attaquant Mâcon et Chalon-sur-Saône, tandis que Gaston Lévy attaque autour de Paray-le-Monial. Dès les premiers jours, les lignes Lozanne-Paray, Mâcon-Cluny, Cluny-Chalon et Cluny-Paray sont coupées et mises hors service. Bien que les lignes Mâcon-Chalon et Paray-Montceau soient attaquées quotidiennement en plusieurs endroits, il est impossible de stopper complètement le trafic, car les coupures sont réparées très rapidement, et les déraillements deviennent de plus en plus difficiles à organiser. Plusieurs douzaines de ponts sont détruits, dont neuf ponts en pierre très utiles entre Villefranche et Tournus. De grandes quantités d'explosif (environ 1 300 kg de plastic) sont utilisées pour chacun. On les charge sur des remorques, qu'un camion tire sous le pont, on détache la remorque et l'explosion se produit sur la remorque. Plusieurs jours après le D-day, l'ordre est reçu du général Kœnig de rejoindre les FFI. Un chef départemental est nommé, en la personne du capitaine de la Ferté (Ferrant). Le département est alors divisé en quatre zones militaires : Cluny, Charolles, Saint-Gengoux et La Clayette. Browne-Bartroli recrute sur place André Cugnet. Le 7, le petit groupe de Clugnet est attaqué et submergé par un grand nombre d'Allemands. À la fin du mois, Browne-Bartroli fait état dans un rapport d'un groupe de 1 500 hommes à Thizy, pour lequel il réclame des armes.
- Juillet. Le 14, il reçoit un parachutage de jour (36 avions). Il est alors en mesure de distribuer assez d'armes pour 300 hommes aux FTP à condition qu'ils rejoignent le combat. Tous les convois allemands dans le triangle mentionné sont attaqués. Un jour, près de Cluny, cent pistolets mitrailleurs et vingt bazookas allemands sont pris. À Azay, un dimanche, 150 Allemands sont tués, contre seulement 8 maquisards. Il est ensuite décidé de former trois régiments : un à Cluny, un à Charolles et un à Saint-Gengoux. Browne-Bartroli espère aussi organiser un quartier général pour la Saône-et-Loire avec le capitaine La Ferté, Guy d'Artois et un représentant FTP pour planifier une action unifiée au niveau départemental. Cependant, en dépit de tous ses efforts, ce projet n'aboutit pas, car la tâche d'amener les FTP au combat se révèle impossible. Browne-Bartroli cesse de les approvisionner en armes.
- Août. Le 11, trois mille Allemands attaquent Cluny avec l'artillerie, des voitures blindées et des avions. La bataille dure de 6 h à 20 h. À deux reprises les Allemands parviennent à 100 mètres de Cluny, la ville elle-même étant bombardée sans arrêt. Mais à 19 h, les maquisards contre-attaquent, et les Allemands laissent derrière eux deux mitrailleuses, deux voitures blindées, plusieurs camions et plus de 400 morts. Les maquisards perdent 12 morts et prennent 2 prisonniers. À partir de ce moment-là, plus aucun Allemand n'entrera dans le triangle, à moins d'être prisonnier. Grâce aux parachutages massifs de juillet et du 1er août, les FFI disposent de 3 000 hommes armés et entraînés, en particulier ceux de Guy d'Artois « Dieudonné », qui a mis en place à Charolles une école pour les officiers non commissionnés. Ainsi les hommes de Cluny sont bien entraînés au combat. Avec la coopération des PTT, Guy d'Artois organise un remarquable système téléphonique secret, fonctionnant avec 600 à 900 km de lignes, reliant 70 points centrés sur Lyon et Charolles et servi par 150 téléphonistes travaillant avec la Résistance, qui contribuera pour une large part aux succès du réseau. Les attaques commencent alors sur les routes principales Mâcon-Chalon et Paray-Montceau. Dans la nuit du 14 au 15 août, des détachements des SAS et deux équipes Jedburgh, ANTHONY et ALAN, arrivent. En deux jours, ils sont au contact de l'ennemi. Chaque jour, entre 20 et 50 véhicules allemands sont détruits. Le groupe s'attaque alors à des objectifs plus ambitieux et réussit à libérer Roanne. L'un de ses bataillons commence à attaquer entre Villefranche et Macon, et plus tard prend Villefranche en coopération avec des tanks français de la 7th Army, faisant 5 000 prisonniers.
- Septembre. Le 8, des attaques sont menées sur Mâcon, Tournus, Sennecey et Chalon-sur-Saône. À Mâcon, les Allemands s'enfuient. Sennecey est prise avec des pertes considérables. Ensuite, les FFI agissent en tant qu'infanterie dans les tanks français pour la prise de Chalon-sur-Saône, Montceau-les-Mines, Le Creusot, Paray-le-Monial, Autun et Chagny. 900 maquisards sont enrôlés comme commandos dans la 7th Army.
- Octobre. Le 9, Browne-Bartroli retourne en Angleterre.

1967. Albert Browne-Bartroli meurt en Espagne.

## Reconnaissance

### Distinctions
- Royaume-Uni : DSO[3]
- France : Croix de guerre avec Palme (décision no 12 Paris 16 janvier 1946)

### Monuments
- À Ameugny, une plaque rappelle les grands parachutages de l'été 1944, et notamment ceux reçus par le réseau DITCHER, organisés par Albert Browne-Bartroli « Tiburce » et son opérateur radio, Joseph Litalien « Jacquot ». La plaque se trouve au hameau du Mont, sur une hauteur dominant le terrain de la Grange Sercie, au bord du chemin de randonnée pédestre et équestre. C'est l'association « Patrimoine de Cortevaix » qui l'a fait poser au cours de l'été 2006[4].